# Babin Do (Neum, BiH)
Babin Do je naseljeno mjesto u općini Neum, Federacija BiH, BiH.

## Stanovništvo

### 1991.
Nacionalni sastav stanovništva 1991. godine, bio je sljedeći:
ukupno: 77
- Hrvati - 77

### 2013.
Nacionalni sastav stanovništva 2013. godine, bio je sljedeći:
ukupno: 66
- Hrvati - 66

## Vanjske poveznice
- Satelitska snimka[neaktivna poveznica]